# Władysław Prętkowski
Władysław Prętkowski (ur. 3 marca 1910 w Bereściu, zm. 12 października 1967 w Warszawie) – polski urzędnik, teletechnik, działacz komunistyczny, pierwszy prezydent Ostrowa Wielkopolskiego.

## Życiorys
Był synem Feliksa, kolejarza, i Stanisławy de domo Białowskiej. Ukończył Państwową Szkołę Teletechniczną w Warszawie. Pracował w zawodzie w urzędach pocztowych w Wolsztynie i Kościanie aż do wybuchu II wojny światowej. Żołnierz kampanii wrześniowej w stopniu podporucznika. Służył w 55. pułku piechoty, wchodzącym w skład armii "Poznań". Uczestnik obrony Warszawy. Po zakończeniu walk trafił do niewoli. Przebywał w oflagu II C w Woldenbergu (obecnie: Dobiegniew).
Po wojnie wrócił do pracy na poczcie w Kościanie. W 1947 roku obronił pracę magisterską na Uniwersytecie Poznańskim. W 1945 roku wstąpił do Polskiej Partii Robotniczej. Od 1948 roku członek Polskiej Zjednoczonej Partii Robotniczej. W latach 1946–1949 był naczelnikiem urzędu telekomunikacyjnego w Ostrowie Wielkopolskim, jednocześnie obejmując w 1948 roku nowo utworzony po wydzieleniu miasta z powiatu urząd prezydenta. Wcześniej zasiadał w miejskiej radzie narodowej.
W marcu 1949 powołany na stanowisko dyrektora urzędu telekomunikacyjnego w Warszawie. Do końca życia pracował w instytucjach podległych Ministerstwu Poczt i Telegrafów oraz Ministerstwu Łączności. Karierę zakończył jako dyrektor Zjednoczenia Budownictwa Łączności (wcześniej: Centralny Zarząd Budownictwa Łączności). Pracował przy rozbudowie krajowej sieci telekomunikacyjnej.
Działał w Stowarzyszeniu Elektryków Polskich i strukturach Frontu Jedności Narodu. Pisał do "Wiadomości Telekomunikacyjnych", zasiadał w radzie programowej "Przeglądu Telekomunikacyjnego".
Zmarł na atak serca 12 października 1967. Spoczął na Powązkach Wojskowych (kwatera C2-4-12).

## Życie prywatne
Dwukrotnie żonaty. Od 1934 z Ireną de domo Kutzner. Małżeństwo zakończyło się rozwodem. Od 1956 z Anną de domo Zgórecką primo voto Schmit. Z pierwszego małżeństwa miał trzech synów: Bohdana, Władysława i Andrzeja.